# Ausschuss für Wirtschaft und Währung

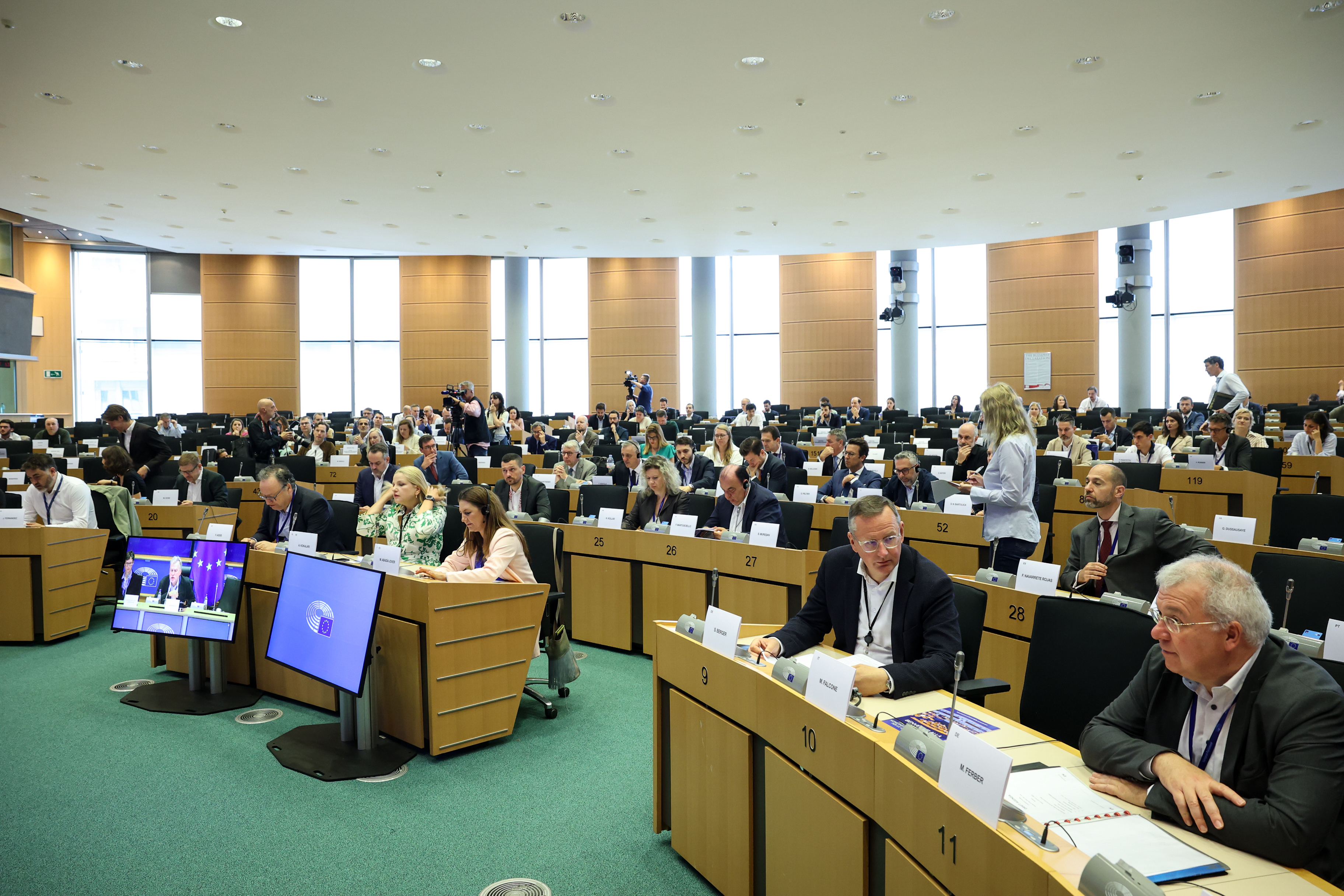
Ausschuss für Wirtschaft und Währung bei seiner konstituierenden Sitzung der 10. Wahlperiode im Juli 2024

Der Ausschuss für Wirtschaft und Währung (englisch Committee on Economic and Monetary Affairs, französisch Commission des affaires économiques et monétaires, kurz ECON) ist ein Ausschuss des Europäischen Parlaments. Seit Juli 2024 hat Aurore Lalucq (PS/S&D) den Vorsitz inne.
Zur Zuständigkeit des Ausschusses gehören u. a. die Wirtschafts- und Währungspolitik, der freie Zahlungsverkehr, Steuer- und Wettbewerbsfragen, die Pflege von Beziehungen zu einschlägigen Organisationen und Institutionen sowie die Regelung und Überwachung von Finanzinstitutionen und -märkten.
Im Zuge einer Neuordnung von Kompetenzen verlor der Ausschuss 2004 den Themenbereich Industriepolitik an den Ausschuss für Industrie, Forschung und Energie.

## Ausschussvorsitzende (Auswahl)

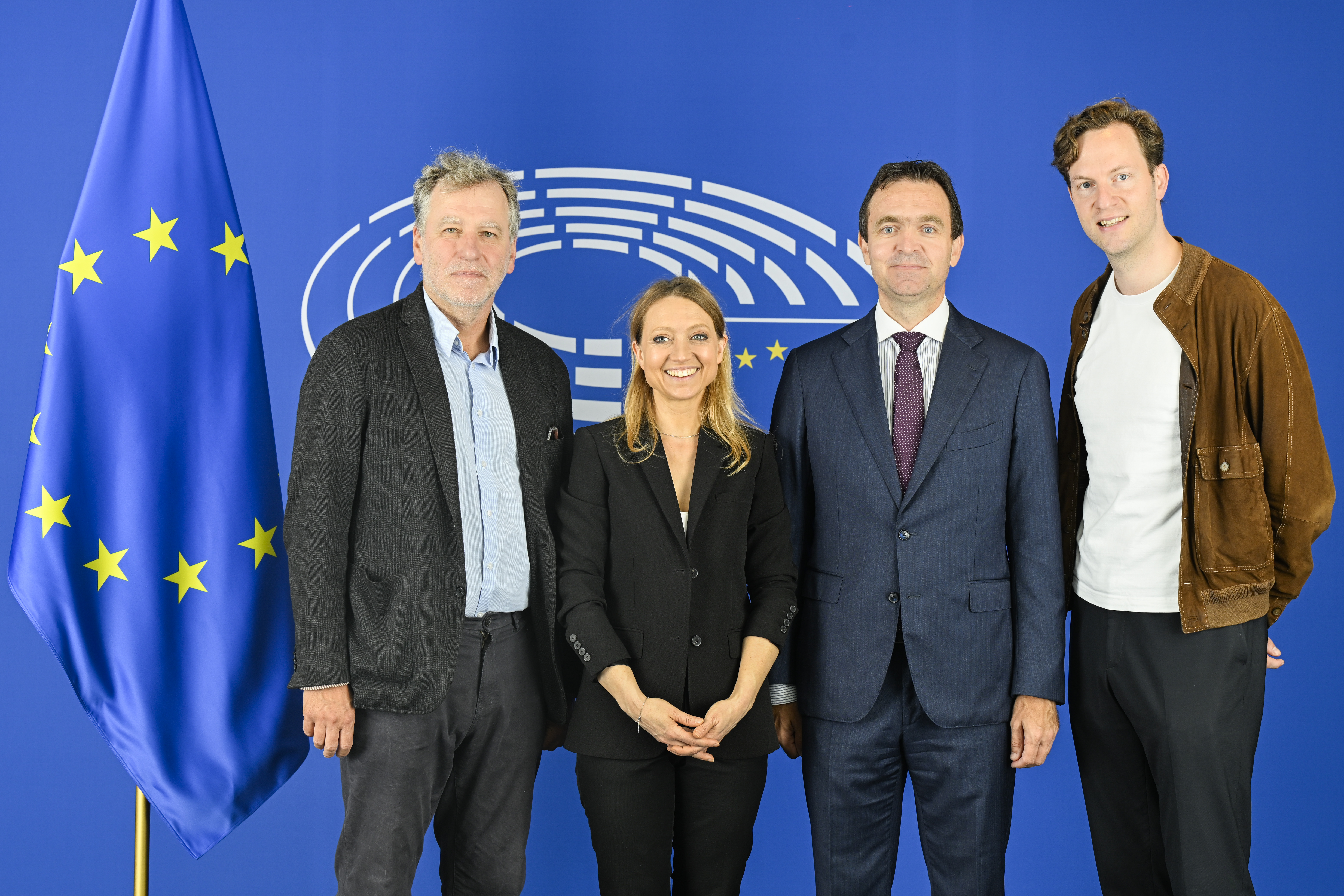
Ausschussvorsitz der 10. Wahlperiode (2024–2029, v. l. n. r.): Luděk Niedermayer, Aurore Lalucq, Ľudovít Ódor und Damian Boeselager

- 1994–1999: Karl von Wogau (CDU/EVP)[3]
- 2009–2014: Sharon Bowles (LibDem/ALDE)[4]
- 2014–2019: Roberto Gualtieri (PD/S&D)[5]
- Juli 2019–Juni 2024: Irene Tinagli (PD/S&D)[6]
- Seit Juli 2024: Aurore Lalucq (PS/S&D)[1]